# Veronika Ptáčková
Veronika Ptáčková (* 2. září 1982 Praha) je česká klavíristka,zpěvačka, improvizátorka, aranžérka a skladatelka.

## Život a kariéra
Jako sólistka vystupovala s Jihočeskou filharmonií, se Sukovým komorním orchestrem nebo Pražskou komorní filharmonií. Mezi pěvce, které doprovázela se zařadili Andrea Kalivodová, Tereza Dlouhá, Jiří Rajniš, Roman Janál, Jiří Korn či Bohuš Matuš. Spolupracovala s pěveckými sbory včetně Dětského pěveckého sboru Českého rozhlasu. Vystupovala v komponovaných večerech s Alfrédem Strejčkem a Valerií Zawadskou. Natáčela pro Český rozhlas, Wikipedii (B. Smetana - Polka a moll, op.12, Vzpomínky na Čecha ve formě polek, Skřivánčí píseň, opera Hubička, A. Dvořák - Ach není tu není, z cyklu V národním tónu) a Euroradio.
Věnuje se i klavírní improvizaci, ve které volně tvoří na témata a charaktery skladatelů klasické a populární hudby včetně jazzu; improvizuje též na přání publika. Je autorkou coververzí napříč hudebními styly. Improvizační umění využívá i v autorské relaxační hudbě ve vlastním projektu s názvem Angelic Piano, v němž vydala několik CD. Improvizační a klavírní schopnosti předává mladým klavíristům jako lektorka Jihočeských klavírních kurzů a festivalu. Pořádá také kurzy improvizace pro pedagogy. Pořádá také meditační setkání a relaxační koncerty s názvem Koncerty z Nitra, kde klavírní zvuk propojuje s alikvótním zpěvem a vibracemi terapeutických ladiček a tibetských mís. Pravidelně pořádá meditace a semináře s terapeutkou Pavlínou Moučkovou.
Jako aranžérka je autorkou originálních sborových úprav pro projekt Sborovna Rádia Classic Praha a skladeb a písní pro orchestry a vokální skupiny. Ve Dnech České státnosti v Senátu ČR zazněly opakovaně úpravy státní hymny , písní Anežko Česká a Svatováclavský chorál v podání vokálního kvartetu Bohemia Voice, se kterým dlouhodobě aranžérsky spolupracuje.
Je zastupovanou autorkou Ochranného svazu autorského a Intergramu.